# Cestisti plurivincitori della Euroleague Basketball
Questa voce raccoglie la lista dei cestisti plurivincitori della Euroleague Basketball nel corso della sua storia.
L'elenco include i giocatori con un numero minimo di 4 titoli vinti.

## Elenco vincitori
| Giocatore            | Titoli | Squadra campione (stagione)                                                                          |
| -------------------- | ------ | --- |
| Dino Meneghin        | 7      | Varese (1969-1970, 1971-1972, 1972-1973, 1974-1975, 1975-1976) Olimpia Milano (1986-1987, 1987-1988) |
| Clifford Luyk        | 6      | Real Madrid (1963-1964, 1964-1965, 1966-1967, 1967-1968, 1973-1974, 1977-1978)                       |
| Aldo Ossola          | 5      | Varese (1969-1970, 1971-1972, 1972-1973, 1974-1975, 1975-1976)                                       |
| Fragkiskos Alvertīs  | 5      | Panathinaikos Atene (1995-1996, 1999-2000, 2001-2002, 2006-2007, 2008-2009)                          |
| Emiliano Rodríguez   | 4      | Real Madrid (1963-1964, 1964-1965, 1966-1967, 1967-1968)                                             |
| Lolo Sainz           | 4      | Real Madrid (1963-1964, 1964-1965, 1966-1967, 1967-1968)                                             |
| Carlos Sevillano     | 4      | Real Madrid (1963-1964, 1964-1965, 1966-1967, 1967-1968)                                             |
| Ivan Bisson          | 4      | Varese (1971-1972, 1972-1973, 1974-1975, 1975-1976)                                                  |
| Marino Zanatta       | 4      | Varese (1971-1972, 1972-1973, 1974-1975, 1975-1976)                                                  |
| Cristóbal Rodríguez  | 4      | Real Madrid (1966-1967, 1967-1968, 1973-1974, 1977-1978)                                             |
| Wayne Brabender      | 4      | Real Madrid (1967-1968, 1973-1974, 1977-1978, 1979-1980)                                             |
| Fausto Bargna        | 4      | Cantù (1981-1982, 1982-1983) Olimpia Milano (1986-1987, 1987-1988)                                   |
| Šarūnas Jasikevičius | 4      | Barcellona (2002-2003) Maccabi Tel Aviv (2003-2004, 2004-2005) Panathinaikos Atene (2008-2009)       |
| Kyle Hines           | 4      | Olympiakos (2011-2012, 2012-2013) CSKA Mosca (2015-2016, 2018-2019)                                  |